# Rượu đế

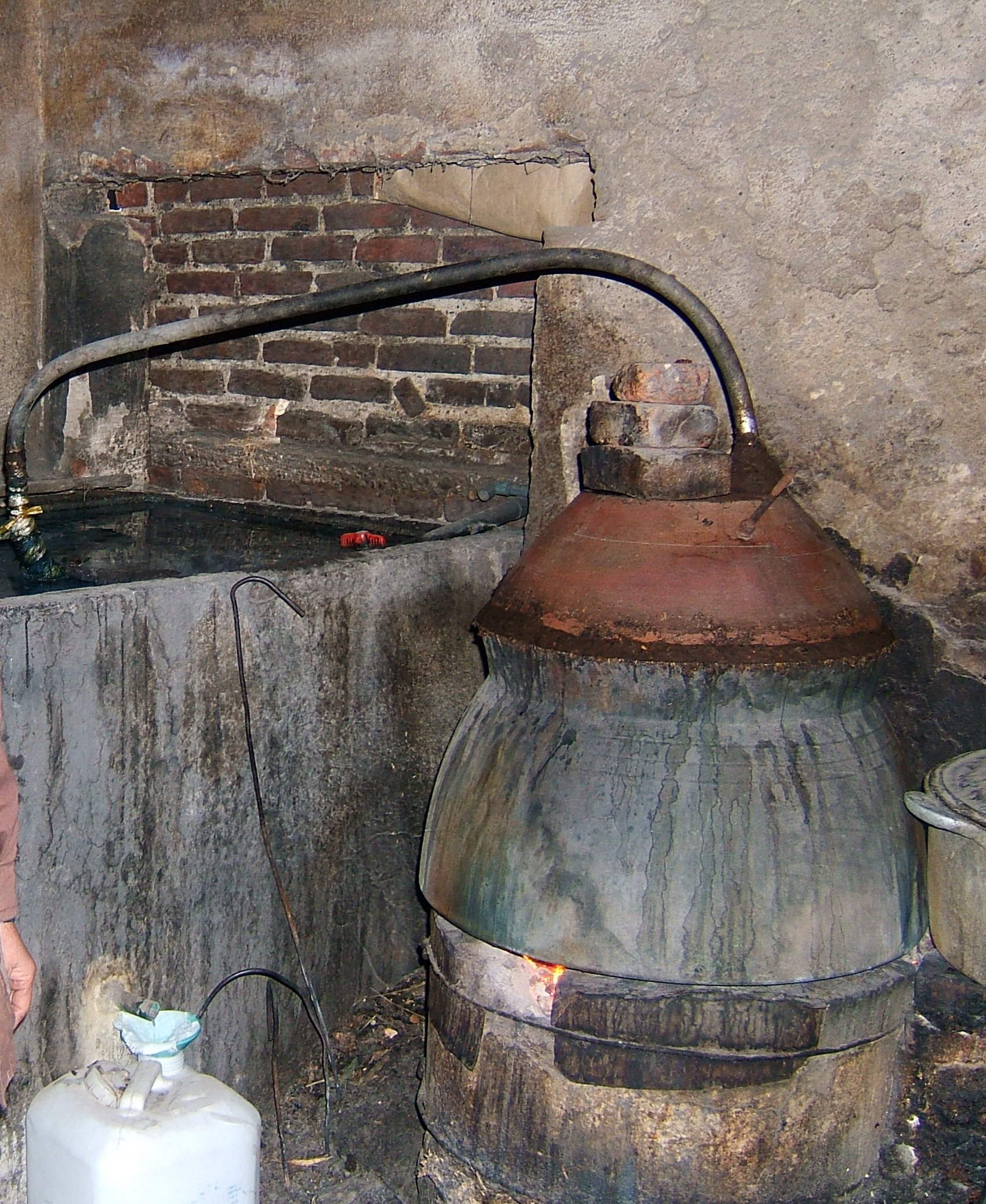
Un alambique de rượu đế.

El rượu đế es un licor destilado vietnamita, hecho de arroz o de arroz glutinoso. Antiguamente se fabricaba de forma ilegal.Es más típico de la región del delta del Mekong al suroeste de Vietnam (su equivalente en el norte del país se llama rượu quốc lủi). Su graduación varía, pero suele ser del 40% en volumen. Suele ser claro, con un aspecto algo turbio.
En algunas partes de Vietnam se comercializa embotellado. Se produce en muchas destilerías caseras no registradas.

## Etimología
El término rượu đế significa literalmente ‘licor de paja canalera’. Este nombre se debe a que en la Cochinchina (sur de Vietnam), durante la primera época de la colonización francesa, el gobierno del protectorado tenía un monopolio sobre la producción de alcohol, de forma que la única bebida alcohólica destilada que la población podía comprar legalmente era el rượu Công Ty (literalmente ‘alcohol de la Compañía’, también conocido como rượu Ty). Quienes pagaban una tarifa especial recibían una placa adornada con las letras «RA» (abreviatura de Régie d'Acool, ‘Junta de Alcohol’) para colgarla en su tienda, lo que les daba el privilegio de vender licor de la Société Française des Distilleries de l'Indochine, que era una bebida alcohólica destilada hecha de arroz y maíz. Para obtener licor de mayor graduación, mucha gente recurría a destilar su propia bebida en secreto, escondiéndola en una hierba alta llamada cỏ tranh (Imperata cylindrica), o en otro tipo de hierba llamada đế (paja canalera, que alcanza los 3 m de alto), lejos de sus hogares. Cuando estos individuos veían al cobrador de impuestos, tomaban su alcohol y lo escondían en un campo poblado de đế.
El rượu đế se llama a veces rượu lậu, literalmente ‘licor de contrabando’, aunque este término puede aludir también a otras variedades de licor o vino de arroz vietnamita producido ilegalmente.
Aunque el término rượu đế se usa con más frecuencia en el sur de Vietnam, este licor se llama típicamente rượu quốc lủi en el norte del país. A pesar de que la etimología exacta de este último término no está clara, sus componentes se traducen literalmente como sigue: rượu, ‘licor’; quốc, ‘país’; y lủi, ‘huir’, ‘escabullirse’. Hay varias teorías sobre el origen del término. La primera propone que es una corrupción de rượu cuốc lủi (literalmente ‘licor de gallina de pantano que huye’), ya que cuốc (Porphyrio, un tipo de gallina de pantano) y quốc son homófonas. Este término puede proceder del hecho de que quienes producen y venden este tipo de licor tienen que hacerlo a escondidas de las autoridades, huyendo tras venderlo, como el comportamiento del cuốc. La segunda teoría es que el término es una parodia de la expresión extranjera ‘bebida alcohólica nacional’ (traducido literalmente como quốc hồn quốc túy, pero puede entenderse que alude a un tipo de licor), porque tiene que tiene que producirse clandestinamente, y por tanto se llama rượu quốc lủi. La tercera teoría afirma que el término fue creado para distinguir este licor del rượu quốc doanh (literalmente ‘alcohol de empresa estatal’): el gobierno comunista del norte de Vietnam anterior al đổi mới de los años 1980 tenía un monopolio sobre la producción de alcohol, por lo que esta bebida se producía ilegalmente, y de nuevo así se resaltaba el secretismo.